# 別所沼
別所沼（べっしょぬま）は、埼玉県さいたま市南区別所四丁目にある沼である。

## 概要

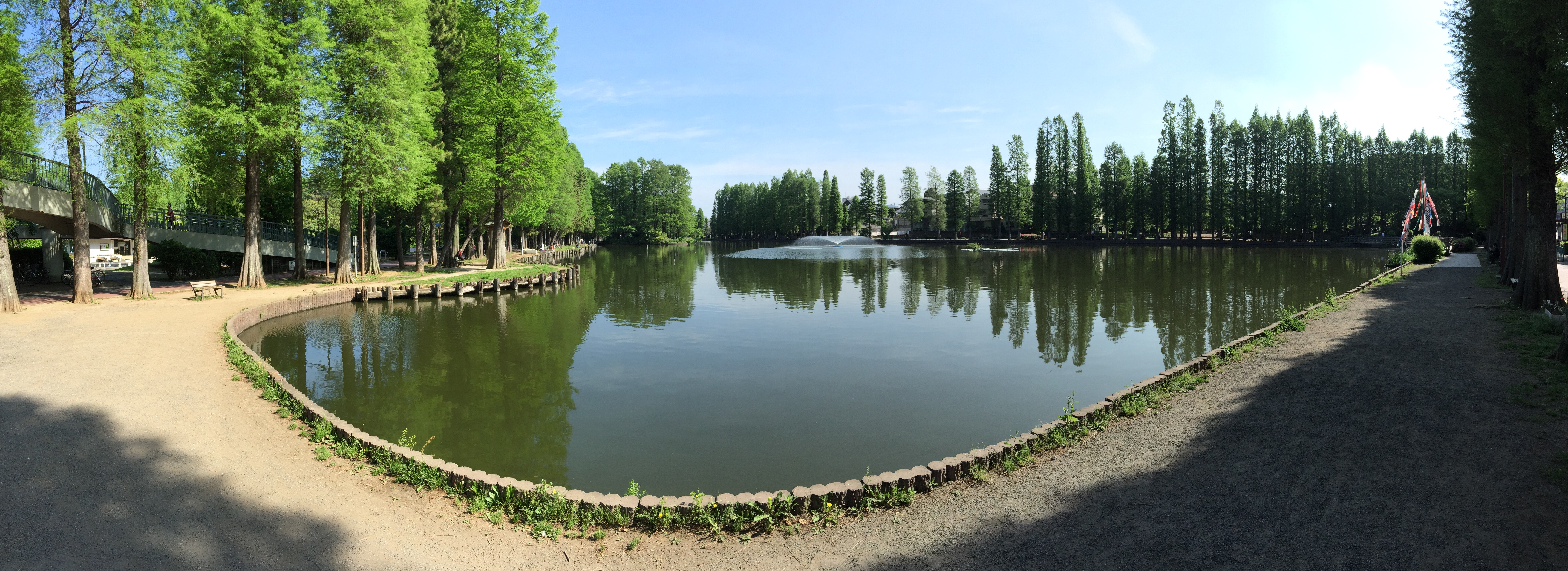
初夏の別所沼

沼の周辺は約8万平方メートルの別所沼公園として整備されている。市街地に大規模な公園の少ないさいたま市内では貴重かつ人気の高い公園となっている。公園北部には児童広場があって、大掛かりな遊具もあり、子ども達でにぎわう。かつてはウナギも棲息しており、江戸時代には浦和宿の名物として知られ、浦和うなこちゃんの石像も設置されている。公園内には小川のような「流れ」と呼ばれるものもある。別所沼は河川と接続していないため、ウナギは放流されたもので自然生息ではない。
武蔵浦和駅から別所沼公園まで別所排水路の上を「花と緑の散歩道」という散策路が整備されており、春はサクラ、梅雨にはアジサイ、秋には紅葉の見物客で賑わう。関東大震災後に浦和画家と呼ばれる文化人や医師・官僚などが沼の周辺に多数移り住み、浦和高校などに代表される文教都市浦和としての礎を築いたエリアとしても知られる。そのため現在でも周辺の常盤や別所は首都圏でも屈指の高級住宅街となっている。
沼の周囲の公園にはラクウショウ（ヌマスギ）約500本、メタセコイア（アケボノスギ）約330本が植えられている。 整備当初は、松と桜が主に植栽されていたが、湿地のため成長せず、枯死していく状態であった。その後、湿地に強いメタセコイアやラクウショウの植栽によって、現在のような緑豊かな公園となった。
公園の北西部には、ホテルや会議場・宴会場を併設したヘリテイジ浦和別所沼会館があり、夏にはビアガーデンなどで賑わう。
1986年に県内2000人の浄財によって公園の西に埼玉県原爆死没者慰霊碑が建立され、以後毎年埼玉県原爆死没者慰霊式が埼玉県・埼玉県教育委員会、さいたま市・さいたま市教育委員会の後援で実施されている。知事・市長をはじめとして参列者による献花が行われている。
公園南側の公園管理事務所の側にあるリュウゼツラン（50年に一度開花）が2003年に咲いた。また、さいたま市内の桜の名所のひとつでもある。
市民団体「別所沼を守る会」によって定期的に清掃活動が実施されている。
また、別所沼公園の北端は道路を隔てて浦和区仲町と接し、西端は中央区（旧与野市）大戸と接している。

## 歴史

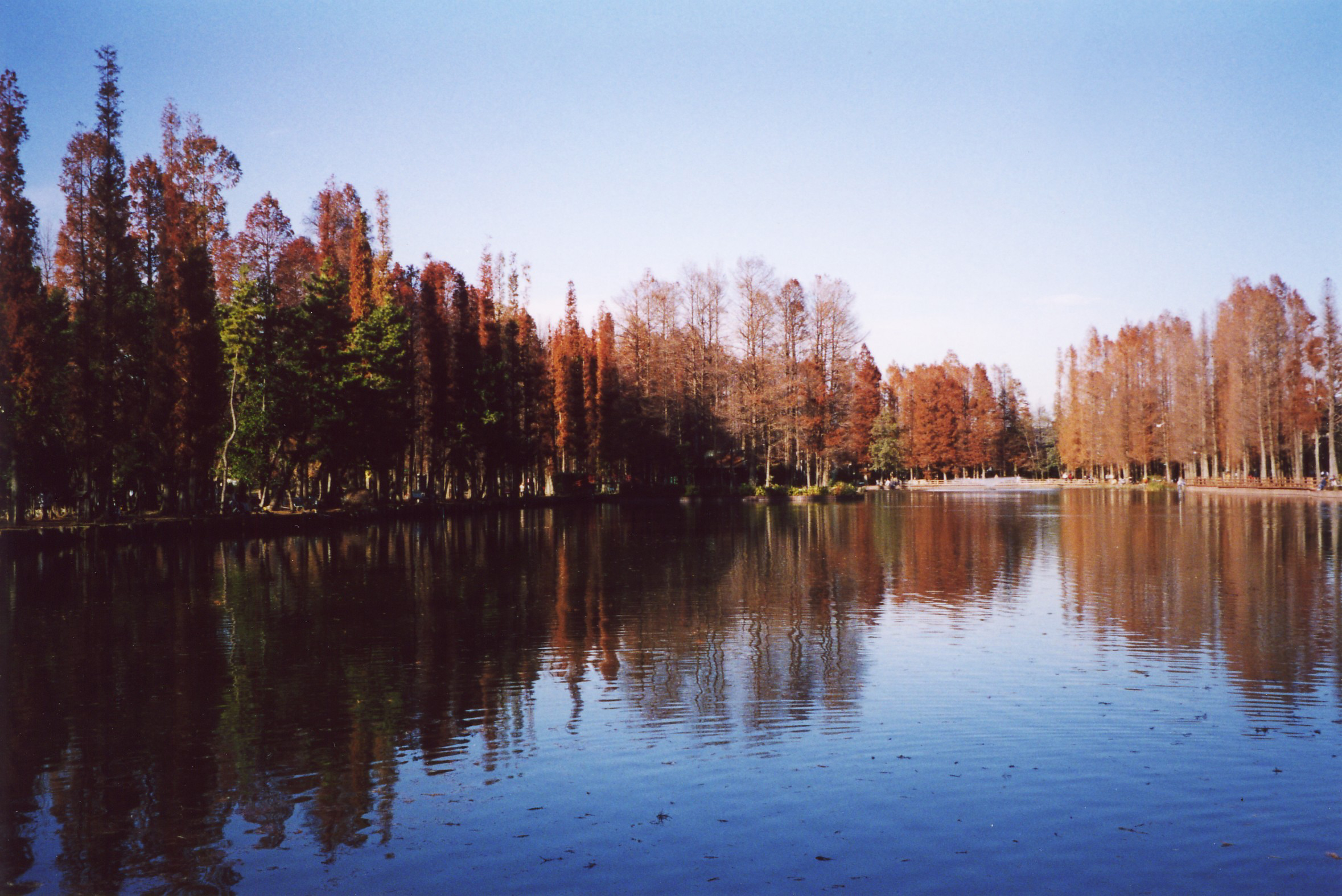
秋の別所沼

大宮台地が浸食されてできた谷底低地から湧き出した水が溜まり、沼になったものと考えられている。
1926年（大正15年）、深川の小島長次郎が私財を投じて沼の周囲の土地を買い、周辺に桜や藤棚などを植え、野球場やプールなどを造った。沼には屋形船が浮かび、鯉の養漁場もあった。この遊観地は昭和園と名づけられ、大宮の氷川公園に劣らぬ賑わいであったと言う。この際、沼の中央の西側に弁天島という島が作られ、1927年（昭和2年）に深川の洲崎神社より弁財天を分祀した別所沼弁財天が建てられた。
1951年（昭和26年）、旧浦和市が荒れていた昭和園を買い取り、9月8日に別所沼公園と改称して都市公園としての整備を始めた。 浦和で初のボートが楽しめる公園と言うことで、その珍しさから乗船を待つ人たちが列をなすほどであり、その最盛期には貸しボートが40隻もあったと言う。だが、公園の整備が市の財政を悪化させることとなってしまい、1956年（昭和31年）3月1日に浦和市は公園を埼玉県へ寄付する形で移管した。1957年（昭和32年）5月10日、埼玉県は公園の南側に埼玉県立美術館（現在の埼玉県立近代美術館の事実上の前身）を建設し、埼玉県美術展覧会の会場として使用された。展覧会が埼玉会館に会場を移した（更に県立近代美術館に移転）後は美術館の役割を失い、浦和市立郷土博物館の館舎や浦和土木事務所の庁舎などに使われた後事実上閉館となり、別所沼公園の管理事務所になった後の1980年代中頃に建替により解体された。
2001年（平成13年）に合併によるさいたま市の設置を記念して、公園の管理権が埼玉県から浦和市に移管され、合併後はさいたま市に自動的に承継された。2003年（平成15年）にさいたま市の政令指定都市移行を記念して、公園の所有権もさいたま市に移管（事実上の返還）された。
詩人立原道造が設計したが実現には至らなかった「ヒアシンスハウス（風信子荘）」が、2003年（平成15年）4月に着工し、2004年（平成16年）11月に完成した。この家は4.5坪(15m2)の小さな建物で、浦和在住の詩人で先輩の神保光太郎を慕いこの地に計画したものだと言われる。
最近では護岸整備（沼の南側は2007年2月に完了、北側はそれ以前に完了している）が行われ、噴水や散策用に沼に迫り出したデッキ（数年に一度取り壊し新しいものに取り換えられている）、沼の周辺を走れるジョギングコースなども整備されている。
また、水質改善のため2014年（平成26年）春に1927年以来87年ぶりにかいぼりが行われた。当初は堆積したヘドロの撤去も検討されたが9億円の費用がかかるため3000万円程度で済むかいぼりが選ばれた。そのため1カ月ほど沼の水が抜かれ、沼底を見ることができた。その間に外来魚の駆除やゴミの引き上げが行われた。同時期に行われていた井の頭公園のかいぼりでは自転車などの大量のゴミが出て問題視されていたため、別所沼でも87年分の相当数のゴミがでることが予想されたが、ほとんどゴミが引き上げられることはなく、沼底はきれいであった。また4匹のウナギの生息が確認されたが、3匹のウナギは干し上げ期間中飼育の間に死亡した。

## 別所沼にまつわる言い伝え
別所沼には、沼の底に大蛇が住んでいると言われ、どんなに日照りが続いても水が涸れることがなかったという伝説がある。日照りが続くと明治維新の前、あるいは昭和初期の頃まで、日照りの時に別所沼の主である大蛇をカヤで大きな蛇形を作り、何十人もの若者が沼に入って、かけ声をあげて長時間暴れ回り、大蛇を怒らせて雨を降らせようとする、雨乞いの儀式が執り行われていたといわれる。

## チャレンジ2020
別所沼公園の外周コースでは2015年1月2日から東京オリンピック・パラリンピックが開催される2020年7月13日までの2020日間（6年間）、毎日誰かがフルマラソン（42.195㎞）を走りギネス記録を達成することを目標としたイベント「チャレンジ2020」が開催されている。主催者である楠田昭徳は2009年に52日間連続でフルマラソンに挑戦し「最多連続走」としてギネス記録に認定された。また、立教大学時代に箱根駅伝に4回出場している。

## アクセス

### 鉄道
東日本旅客鉄道（JR東日本）埼京線中浦和駅徒歩約5分。

### バス
東日本旅客鉄道京浜東北線・宇都宮線（東北線）・高崎線・上野東京ライン・湘南新宿ライン浦和駅と東武鉄道東上本線志木駅を結ぶ国際興業バス（浦10・浦11・志01）に乗り、別所沼公園停留所下車。

## 沼の周辺
- 埼玉大学教育学部附属中学校

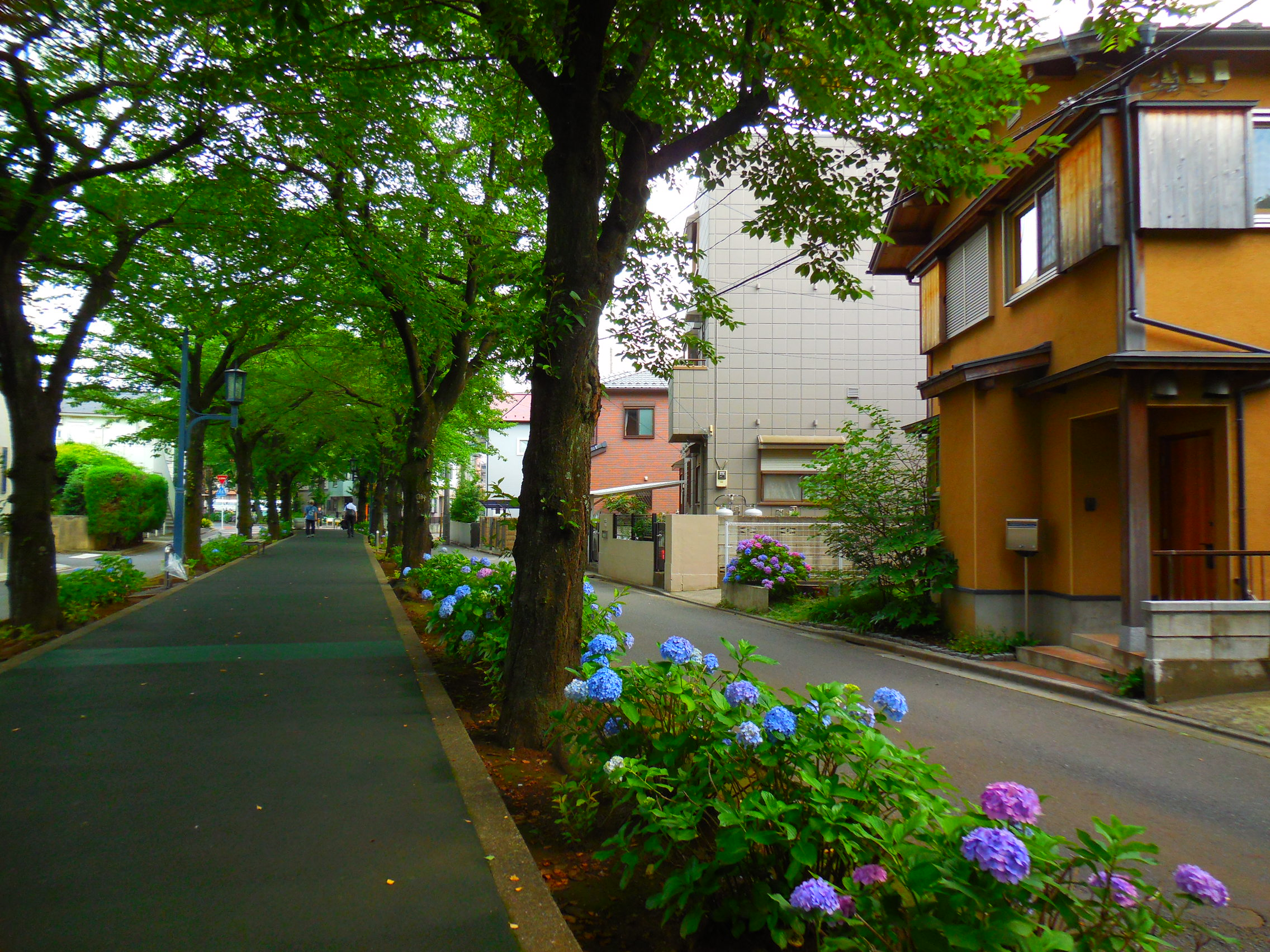
花と緑の散歩道のあじさい

- 埼玉県道40号さいたま東村山線（志木街道）
- 別所沼通り
- 花と緑の散歩道
- 高沼用水東縁
- 鴻沼川